# Yves Claude Vĩnh San
Nguyễn Phúc Bảo Vàng (阮福保䧛) (18 tháng 4 năm 1934 – 13 tháng 7 năm 2016) còn có tên là Yves Claude Vĩnh San là một trong những người con ngoài giá thú của vua Duy Tân. Ông sinh tại Saint-Denis, đảo Reunion. Cùng với anh của ông Guy Georges Vĩnh San là hai người con trai của vua Duy Tân tích cực trong hoạt động của Đại Nam Long tinh Viện.

## Hoàng tử nhà Nguyễn
Năm 1987, Bảo Vàng đã đưa di hài của vua cha Duy Tân cùng một số thành viên của hoàng tộc về Việt Nam theo nghi thức truyền thống và an táng tại lăng của ông nội là vua Dục Đức.
Cùng với Hoàng tử Bảo Thắng, ông là lãnh đạo của Đại Nam Long tinh Viện. Mục đích của hội này không liên quan đến chính trị Việt Nam và vai trò của hoàng tộc dưới sự lãnh đạo của thái tử Nguyễn Phúc Bảo Long là các hoạt động nhân đạo, giáo dục, và văn hóa cho người Việt Nam.

## Tác giả
Năm 2001, Bảo Vàng viết cuốn sách Duy Tân, Empereur d'Annam 1900-1945. Tên tác giả được ghi là "Phước Bảo Vàng Nguyễn".

## Qua đời
Bảo Vàng qua đời ngày 13 tháng 7 năm 2016, hưởng thọ 82 tuổi, tại Saint-Denis, đảo Réunion.
Sau cái chết của Bảo Vàng, chủ tịch Hội đồng tỉnh Réunion, bà Nassimah Dindar, đã nhận xét về ông: "Với lòng tiếc nuối sâu xa, tôi nhận tin về cái chết của Claude Vĩnh San, một người đóng một vài trò trọng yếu đối với di sản âm nhạc của Réunion. Ông là người đứng đầu ban nhạc Tropical Jazz và đã khiến cho bao nhiều người dân Réunion phải nhảy nhót trong suốt 50 năm sự nghiệp của ông. Một người chơi accordeon, nhà văn, nhạc sĩ, dịch giả mà được bạn đồng nghiệp và công chúng đánh giá cao và rõ ràng ông đã đóng góp để năng tầm di sản địa phương và đã để dấu ấn trong lịch sử âm nhạc của đảo Réunion. Tỉnh Réunion rất lấy làm vinh dự được vinh danh tài năng của người nghệ sĩ ấm lòng này tại hội chợ 'Les Dalons Carrousels' cách đây chỉ có vài ngày. Chúng tôi sẽ giữ kỷ niệm này với một nụ cười cũng như sẽ giữ sự đơn giản và tình yêu không chối cãi với âm nhạc mà ông đã biết chia sẻ với nhiều người. Tôi xin thành thật chia buồn với gia đình, thân nhân của ông."